# تيرينس سميث (لاعب كرة قدم)
تيرينس سميث هو لاعب كرة قدم كندي، ولد في 23 سبتمبر 1991 في وندسور في كندا. لعب مع Toronto Lynx ‏.

## روابط خارجية
- تيرينس سميث على موقع قاعدة بيانات كرة القدم.إي يو (الإنجليزية)
- تيرينس سميث على موقع Soccerway.com (الإنجليزية)